# Pathamadai
Pathamadai è una suddivisione dell'India, classificata come town panchayat, di 14.965 abitanti, situata nel distretto di Tirunelveli, nello stato federato del Tamil Nadu. In base al numero di abitanti la città rientra nella classe IV (da 10.000 a 19.999 persone).

## Geografia fisica
La città è situata a 08° 39' 51 N e 77° 34' 56 E.

## Società

### Evoluzione demografica
Al censimento del 2001 la popolazione di Pathamadai assommava a 14.965 persone, delle quali 7.314 maschi e 7.651 femmine. I bambini di età inferiore o uguale ai sei anni assommavano a 1.618, dei quali 848 maschi e 770 femmine. Infine, coloro che erano in grado di saper almeno leggere e scrivere erano 10.830, dei quali 5.815 maschi e 5.015 femmine.